# Sentimientos (Gijón)
Sentimientos es una escultura situada en la ciudad asturiana de Gijón, en el norte de España. Se trata de una de las más de cien esculturas, monumentos y obras de arte que adornan las calles de la localidad. Está erigida en la Avenida de Justo del Castillo, enfrente del Complejo Deportivo Las Mestas a la orilla del río Piles, en la zona este de la ciudad.

## Descripción
Se trata de una obra diseñada por el escultor Manuel García Linares, hecha por encargo del Ministerio de Fomento, diseñada y fabricada en bronce, fue erigida en su ubicación en 1999. La obra en sí consta de dos partes diferenciadas y separadas entre sí varios metros; de un lado se observa a una familia compuesta por una madre, un padre, su hijo y la bicicleta del pequeño, el padre parece observar el río y el complejo deportivo desde la lejanía, mientras que el hijo trata de llamar la atención de la madre y ésta divide su atención entre ambas; la otra parte de la composición está formada por el esbelto tronco de un árbol hueco al que sobrevuelan unas gaviotas.